# هيليو فرنانديز
هيليو فرنانديز (11 يناير 1921 - 10 مارس 2021) صحفي برازيلي.
امتلك جريدة تريبونا دا إيمبريناس منذ عام 1962. كان هيليو والد الصحفيين رودولفو فرنانديز وهيليو فرنانديز فيلهو وشقيق الفنان والكوميدي ميلور فرنانديز.